# Algebra zbiorów (nauka)

Przykładowy diagram Venna – narzędzie prezentacji pojęć i faktów algebry zbiorów

Algebra zbiorów, rachunek zbiorów – dział teorii mnogości dotyczący działań na zbiorach. Bywa włączany do matematyki elementarnej. Przykładowe pojęcia z tej dziedziny to:
- działania jak suma zbiorów, część wspólna, różnica zbiorów, dopełnienie zbioru, różnica symetryczna i iloczyn kartezjański[3];
- twierdzenia o tych działaniach jak prawa de Morgana dla zbiorów[4].

Algebra zbiorów bywa używana bezpośrednio w informatyce, przez co działania na zbiorach są dostępne w niektórych językach programowania jak Python.